# Morotopitec
El morotopitec (Morotopithecus bishopi) és una espècie d'hominoïdeu prehistòric del qual s'han trobat fòssils a Moroto (Uganda).
La posició filogenètica del morotopitec és tan controvertida que sembla desafiar el consens establert quant a l'enllaç entre els primats del Miocè i els homínids d'avui en dia. Les anàlisis filogenètiques parsimonioses indiquen que el morotopitec és més derivat que Proconsul, l'afropitec i el kenyapitec, però menys que l'oreopitec, el sivapitec i el driopitec. Així doncs, Morotopithecus bishopi era aparentment un tàxon germà dels homínids actuals, mentre que els gibons (Hylobatidae) semblen haver divergit d'aquesta branca abans de l'aparició d'aquest clade. Tanmateix, es creu que els gibons divergiren d'aquest llinatga fa 18 milions d'anys, mentre que el morotopitec té una antiguitat de més de 20,6 milions d'anys. La comparació de les característiques dentals del morotopitec i l'afropitec revela poques diferències. A més, indicis provinents de comparacions cranials suggereixen que podrien formar un únic gènere.